# レネ・ゲイヤー
レネ・ゲイヤー（Renée Geyer、1953年9月11日 - 2023年1月17日）は、オーストラリアの歌手。ソウル・ミュージック界で、またポップソングでのヒット曲でも知られている。

## 来歴
メルボルン生まれ。1970年代前半にジャズ・バンド「Dry Red」にボーカリストとして加わり、歌手としてのキャリアをスタートした。彼女が脱退する1972年までの間に、バンドはアルバムを1枚リリースしている。その後、ジャズ・ロック・バンドの「Sun」など、いくつかのバンドを渡り歩き、1973年にレネは自身初のソロ・アルバム『Renée Geyer』を、翌年にはアルバム『It's A Man's Man's World』を発表した。ジェームス・ブラウンの曲をカバーしたタイトル・ナンバーは、彼女初のシングル・ヒットとなった。更に1976年にはシングル「Heading In The Right Direction」がヒットチャートのランク20位内入りした。1975年にはオーストラリア選挙の際、同国自由党のキャンペーン・テーマ「Turn On The Lights」を主題とした曲を歌った。この選挙で自由党は政権を奪還し、同曲は1972年に労働党が与党となった時のキャンペーン・テーマ「It's Time」と並び有名なプロパガンダとなった。
1976年発売のアルバム『Moving Along』とシングルカット曲「Stares and Whispers」は彼女最大のヒットを記録し、ラジオで頻繁に曲が流れたこともあってアメリカでも注目されるようになった。契約していたRCA社は、アメリカでのアルバム発売にあたって、黒人的な印象を与える歌声と白人である彼女の姿とのギャップを恐れ、知名度が上がるまでは経歴を隠し写真をジャケットに使わないよう進言した。これを、頑固で直情的なレネはまやかしと受け取り、後に彼女自身が言うところの「私のデカい赤ら顔」が載った写真をジャケットに使うよう押し通した。こうしてアルバムは発売されたが、レコード会社が憂慮した通りアメリカでの彼女に対する興味はすぐに沈静してしまった。この出来事からレネは音楽産業の難しさを痛感し、自分の昏迷さを反省した。後の数年間、彼女はロサンゼルスでセッション・ボーカリストとしてキャリアを積んだ。
1980年にレネは、Mushroom Recordsと契約してアルバム『So Lucky』を発売。これは長らく身につけていたブルースやジャズだけではなくサルサやレゲエ を取り入れたものだった。シングルカットされた「Say I Love You」はオーストラリア・チャートのベスト5入りし、彼女の最大のヒット曲となった。 
その後は、セッション・ミュージシャンとしてスティングのアルバム制作などに加わっていたが、1999年に久しぶりとなるソロ・アルバム『Sweet Life』を発表。続くアルバム『Tenderland』は、初めてARIAアワードにノミネートされた。

## ディスコグラフィ

### スタジオ・アルバム
- Renée Geyer (1973年)
- It's a Man's Man's World (1974年)
- Ready to Deal (1975年)
- Moving Along (1977年)
- Winner (1978年)
- Blues License (1979年)
- So Lucky (1981年)
- Sing to Me (1985年)
- Difficult Woman (1994年)
- Sweet Life (1999年)
- Tenderland (2003年)
- Tonight (2005年)
- Dedicated (2007年)
- Renéessance (2009年)
- Swing (2013年)

### ライブ・アルバム
- Really Really Love You: Live at the Dallas Brooks Hall (1976年)
- Renée Live (1983年)
- Live at the Basement (1986年)
- Live at the Athenaeum (2004年)

### コンピレーション・アルバム
- Renée Geyer at Her Very Best (1977年)
- Faves (1983年)
- The Best of Renee Geyer 1973-1998 (1998年)
- The Ultimate Collection (2010年)

### イージー・ピーセス
- 『イージー・ピーセス』 - Easy Pieces (1988年、A&M) ※with スティーヴ・フェローン、アンソニー・ジャクソン、ヘイミッシュ・スチュアート

### 主なセッション参加アルバム
- スティング : 『ナッシング・ライク・ザ・サン』 - Nothing Like the Sun (1987年)